# 가슴을 펴라 (1965년 영화)
"가슴을 펴라"(Throw Out Your Chest)는 한국에서 제작된 전응주 감독의 1965년 드라마 영화이다. 강신성일 등이 주연으로 출연하였고 곽정환 등이 제작에 참여하였다.

## 출연

### 주연
- 강신성일
- 김운하
- 임하
- 주연

## 기타
- 조명: 마용천
- 미술: 송백규